# Accident d'un KC-130T dans le Mississippi
L'accident d'un KC-130T aux États-Unis est un accident aérien survenu le lundi 10 juillet 2017 aux États-Unis et ayant causé la mort des seize passagers et membres d'équipage.

## L'accident
Un Lockheed KC-130T Hercules appartenant au squadron VMGR 452 de l'aviation du corps des Marines des États-Unis s'est écrasé dans un champ de soja peu après 16 heures (heure locale) dans l'état du Mississippi, causant la mort de tous ses occupants.
Une explosion serait survenue à l'altitude de 20 000 pieds.

## Les victimes
Les passagers de l'avion appartenaient aux forces spéciales de l'US Marine Corps. Le reste était les membres d'équipage de l'avion.
Les corps ont été retrouvés disséminés sur plusieurs centaines de mètres carrés.

## L'avion
L'avion accidenté est un Lockheed KC-130T construit en 1993 , la version de ravitaillement en vol du C-130H Hercules. Son numéro d'identification est 165000. Il a été livré à l'origine à l'USAF, puis a été cédé a l’US Navy et en enfin à l'USMC.

## L'enquête
Deux enquêtes sont diligentées par les autorités fédérales américaines. Selon le rapport d'accident publié par l'USMC, l'accident a été causé par des réparations inappropriées effectuées en 2011 sur une pale d'hélice corrodée. La pale, appartenant au moteur intérieur gauche, était tombée en panne alors que l'avion naviguait à 20 000 pieds. 
Elle a traversé le côté gauche du fuselage et s'est noyé dans la paroi intérieure droite de l'habitacle. La lame heurtant le fuselage a créé un choc qui a traversé l'avion et a provoqué la séparation de l'hélice et une partie du réducteur du moteur intérieur-droit et un impact sur le fuselage avant droit, «momentanément intégré dans la section supérieure droite», avant de heurter et retirer la plupart du stabilisateur horizontal droit. 
Le fuselage, y compris le poste de pilotage, s'est séparé en un point situé à 5,8 m en avant du bord d'attaque de la boîte à ailes. Les restes de la section du fuselage en avant du caisson d'aile ont ensuite été rapidement déchirés par les forces aérodynamiques, après quoi les restes de l'avion sont rapidement descendus au sol.

## Sources & références

### Sources web
- L'accident sur le site francophone Avions Légendaires.